# Недвижима културна ценност
Паметник на културата, съгласно Закона за паметниците на културата и музеите (ЗПКМ) в България (отменен с влизането в сила на Закона за културното наследство от 2009 г.), е всяко недвижимо и движимо автентично материално свидетелство за човешко присъствие и дейност и за процесите в природата, което има научна и/или културна стойност и притежава обществена значимост. След 2009 г. терминът е заместен с „културна ценност“.
Националният институт за недвижимо културно наследство – НИНКН (в миналото Национален институт за паметници на културата – НИПК), към Министерството на културата упражнява ръководство и надзор по издирването, изучаването и опазването на паметниците на културата и по музейното дело.
Дейността на НИПК – изцяло бюджетна – започва през 60-те години на XX век като ИПК, разраства се през 70-те години с излизането на Закона за паметниците на културата и музеите. След апогей в средата на 80-те години след промените в системата и в държавния бюджет дейността на института става предимно контролна, а не реставраторска.
Министерството на културата обявява паметниците на културата по предложение на Националния институт за паметниците на културата, след като задължително се вземе мнението на кмета на общината, на територията на която се намира съответният обект.